# Rochefort, Namur
Rochefort là một đô thị ở tỉnh Namur gần với tỉnh Ardennes của Cộng hòa Pháp. Tại thời điểm ngày 1 tháng 1 năm 2006 Rochefort có dân số 12.038 người. Tổng diện tích là 165,27 km² với mật độ dân số là 73 người trên mỗi km².  Ở đây có lâu đài Lavaux-Sainte-Anne